# فاروق بوظو
فاروق بوظو يعتبر علامة فارقة في التحكيم على الصعيدين الآسيوي والعالمي نظرا لمساهمته كثيرا في تطوير أداء الحكام الآسيويين في السنوات الثلاثين الأخيرة.

## الحياة الشخصية
ولد في سوريا في 3 مارس العام 1938، وبدأ مسيرته في مجال التحكيم عام 1958 عندما كان طالبا في مدرسة القوة الجوية السورية، قبل أن يحصل على شارته الدولية في عام 1969. عندما كان يعمل أمينا عاما في الاتحاد السوري لعام 1976، اختير كممثل آسيا الوحيد للتحكيم في نهائيات كأس العالم في الأرجنتين لعام 1978، وأشرف في تلك النهائيات على المباراة الشهيرة بين ألمانيا الغربية والمكسيك، إذ نال علامة 10 من 10 من قِبل مراقب أداء الحكام ليصبح بالتالي أول حاكم ينال العلامة الكاملة.
بعد مسيرة ناجحة في مجال التدريب، اعتزل العميد بوظو التحكيم رسميا عام 1980، ليصبح أحد المحاضرين في مجاله في الاتحاد الآسيوي، كما عُيِّن في تلك الفترة عضوا في اللجنة التنفيذية للاتحاد العربي لكرة القدم. انتخب رئيسا للاتحاد السوري لكرة القدم العام 1992، كما عُيِّن رئيسا للجنة الحكام في القارة الآسيوية، وكان ممثلا للاتحاد القاري لدى الاتحاد الدولي (الفيفا).

## مساهماته
- لعب دورا كبيرا في تقديم اقتراح قانون إرجاع الكرة إلى الخلف من أجل تسريع إيقاع اللعبة وعدم إضاعة الوقت.
- ساهم كثيرا في تطوير أداء الحكام لدى كثير من الاتحادات الوطنية في القارة الآسيوية من خلال محضرات وندوات أقامها.
- هو عضو أيضا في اللجنة التنفيذية للاتحاد الآسيوي لكرة القدم.[2]

## الأوسمة
في عام 1996 حصل على وسام الاستحقاق للحكام الممنوحة من الفيفا FIFA Order of Merit [الإنجليزية].

## وصلات خارجية
- فاروق بوظو على موقع Soccerway.com (الإنجليزية)
- فاروق بوظو على موقع أوليمبيديا (الإنجليزية)

صحيفة الوسط البحرينية _ العميد فاروق بوظو